# آنتی سوشیال مدیا
آنتی سوشیال مدیا (به انگلیسی: Anti Social Media) گروه موسیقی دانمارکی است.
آن ها در مسابقه آواز یوروویژن ۲۰۱۵ نماینده دانمارک بودند.